# Museo della vite e del vino (Donnas)
Il museo della vite e del vino (in francese, Musée de la vigne et du vin) è un museo valdostano situato a Donnas.

## Storia e descrizione
Il comune di Donnas è ubicato nella Bassa Valle, in cui la viticultura è attestata fin dal 1200, e gode di un microclima che favorisce la coltura della vite e dell'ulivo.
I secolari terrazzamenti della vite che coronano il borgo, coltivati a pergola, sono ancora oggi utilizzati per produrre il vino locale e testimoniano dell'importanza della viticultura nell'economia e nella storia di Donnas.
Il museo della vite e del vino di Donnas è gestito dall'associazione di promozione sociale "I Monelli dell'Arte" e presenta vari attrezzi agricoli e gli oggetti quotidiani che appartengono alla tradizione e che spesso sono ancora in uso al giorno d'oggi.
Il museo è ubicato nelle cantine dell'asilo "Anna Caterina Selve", madre del commendatore Federico Selve. Le cantine tra il 1971 e il 1976 sono sede delle Caves coopératives de Donnas e fungono da deposito per le botti del primo vino DOC della Valle d'Aosta. I locali che ospitano il museo, ristrutturati nel 2003 e ancora proprietà della cooperativa, presentano un suggestivo soffitto a volta in mattoni.

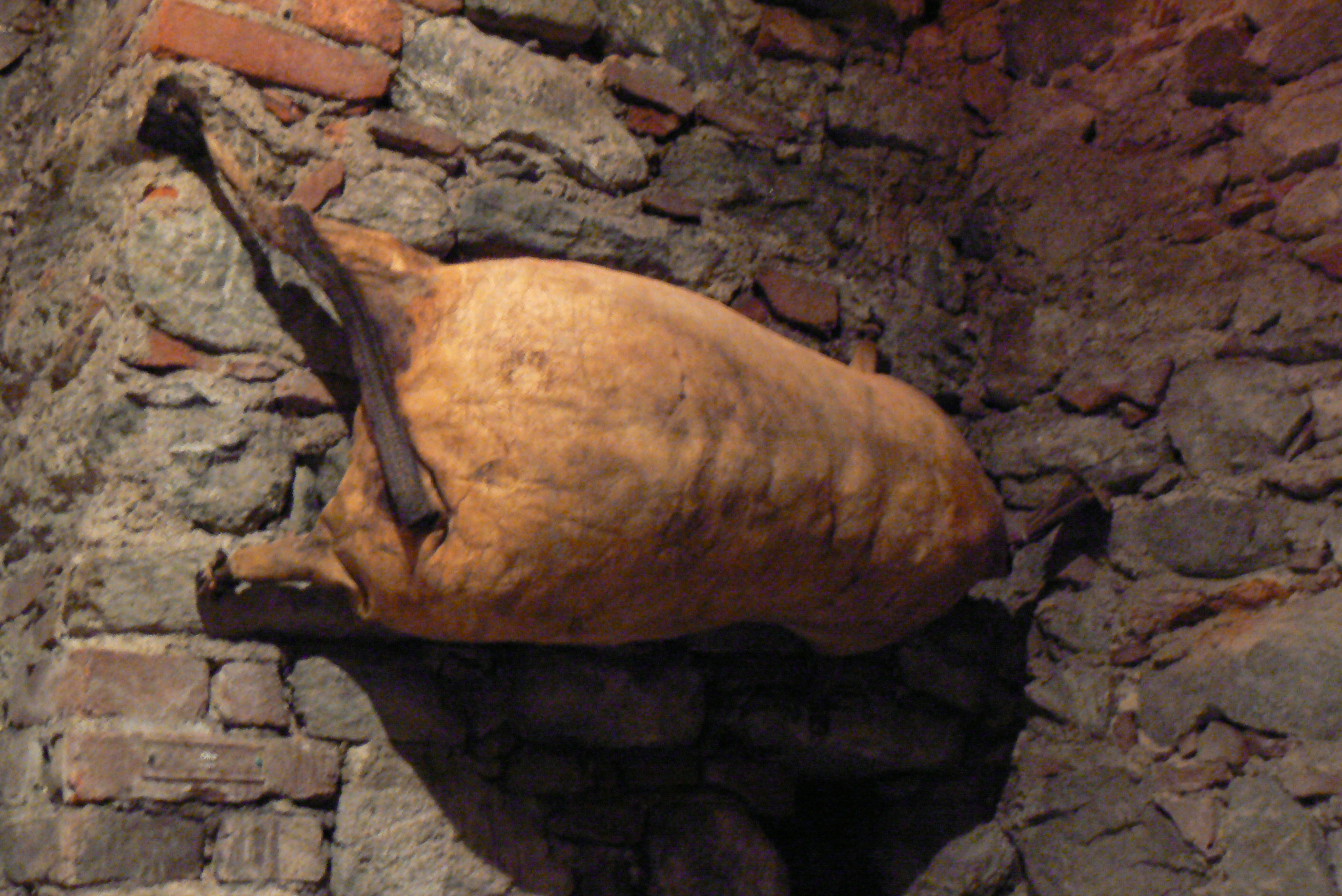
Un otre conservato nel museo.
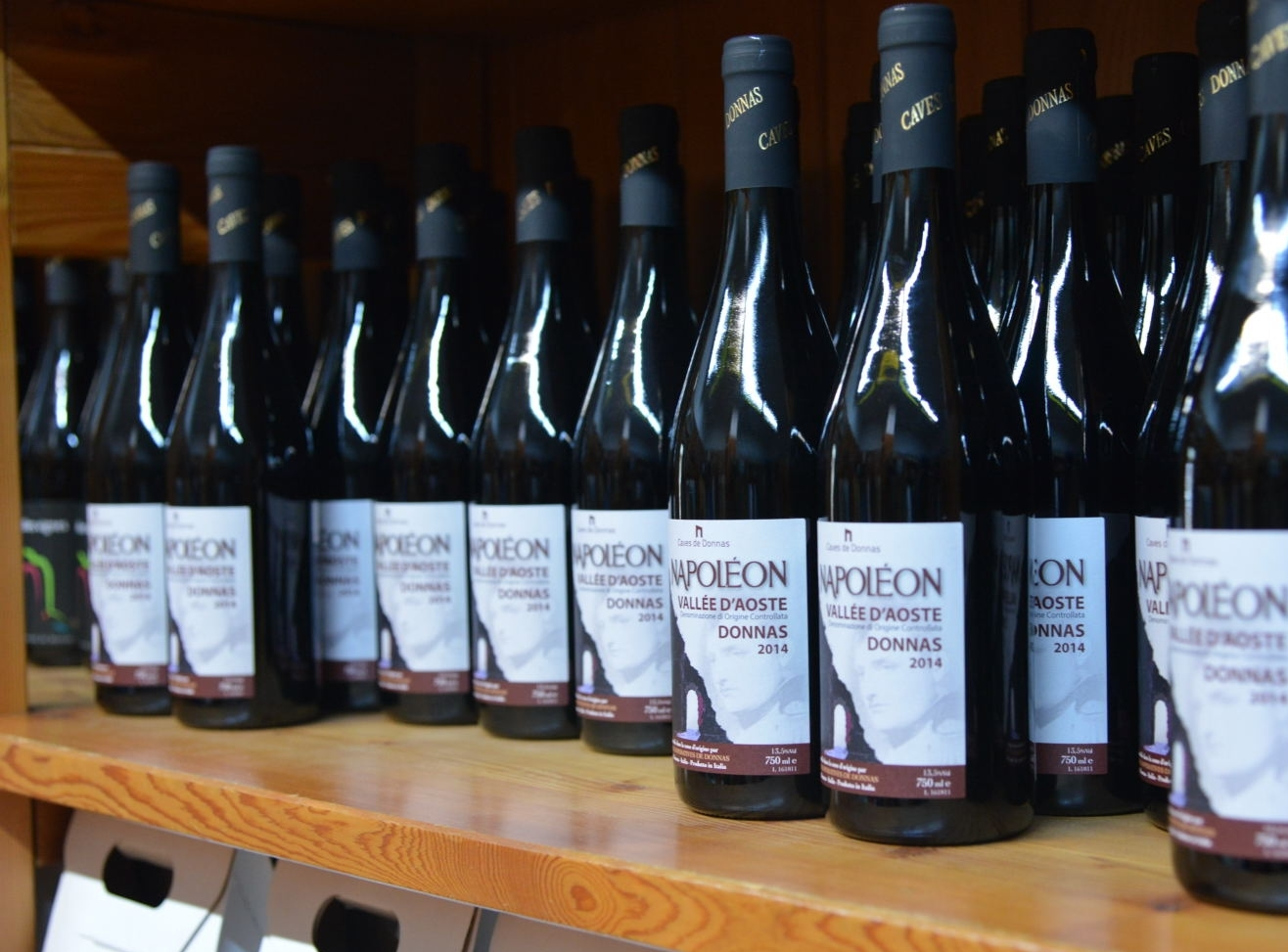
Bottiglie del vino DOC Vallée d'Aoste Donnas "Napoléon".
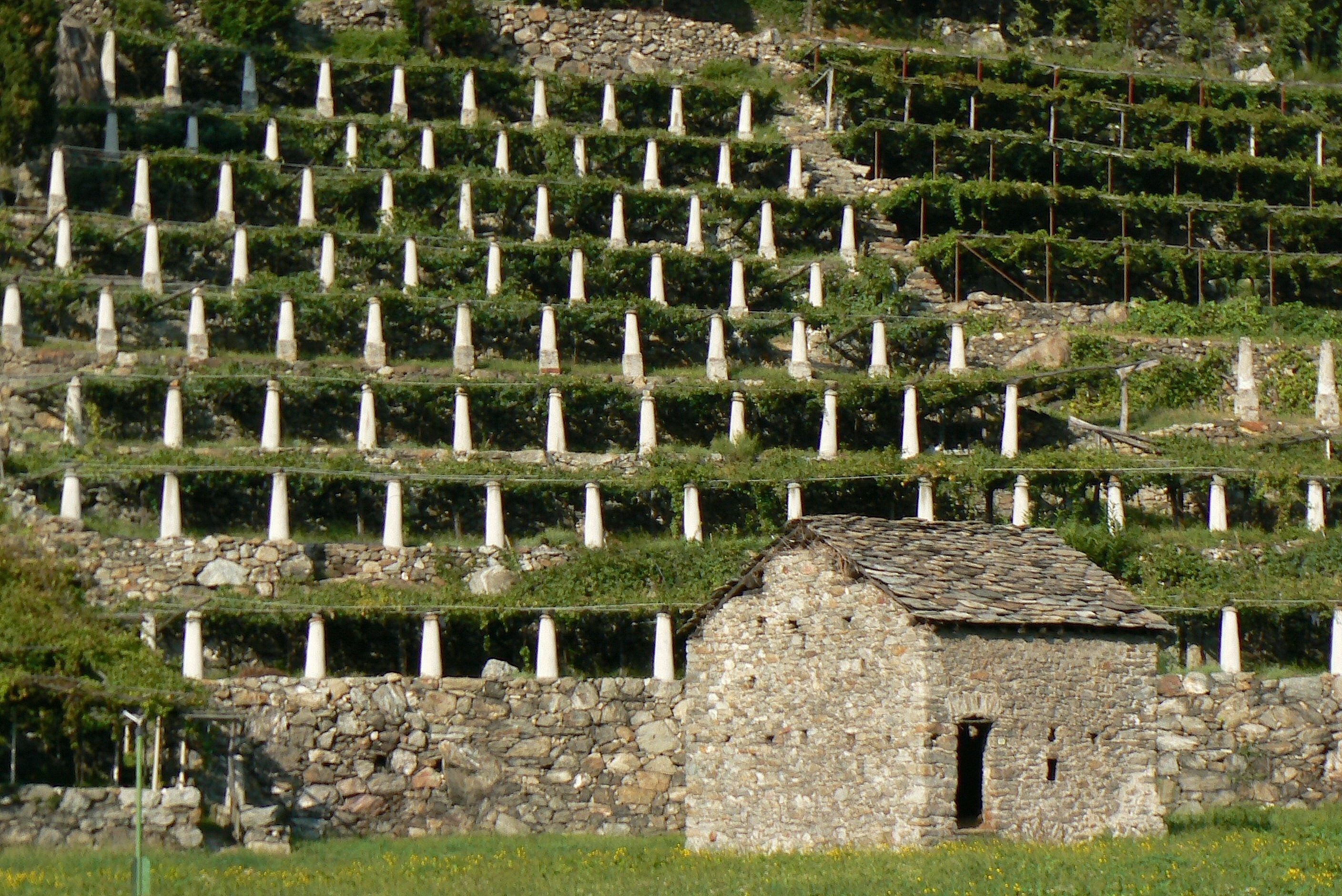
Terrazzamenti della vite a Donnas.